# Дачан-Хуэйский автономный уезд
Дача́н-Хуэ́йский автономный уезд (кит. упр. 大厂回族自治县, пиньинь Dàchǎng Huízú zìzhìxiàn) — автономный уезд городского округа Ланфан провинции Хэбэй (КНР).

## История
Легенда гласит, что при империи Мин некий Хай Наньси переселился сюда из Цанчжоу и основал деревню. Так как в то время в тех местах находился крупный лошадиный рынок, то деревня получила название Дачан (大场, «большая площадка»), а впоследствии, с течением времени, написание названия изменилось на современное.
Изначально эти места входили в состав уезда Саньхэ. В 1949 году был образован специальный район Тяньцзинь (天津专区), и уезд вошёл в его состав. В 1952 году в уезде Саньхэ был образован Дачан-Хуэйский автономный район (大厂回族自治区). В 1955 году он был выделен в отдельный Дачан-Хуэйский автономный уезд, вошедший в состав специального района Тяньцзинь. В 1958 году специальный район Тяньцзинь был расформирован; Дачан-Хуэйский автономный уезд был присоединён к уезду Цзисянь, который перешёл в непосредственное подчинение властям Тяньцзиня. В 1961 году специальный район Тяньцзинь был восстановлен, и уезд Цзисянь вновь вошёл в его состав. В 1962 году из уезда Цзисянь был вновь выделен Дачан-Хуэйский автономный уезд.
В 1967 году специальный район Тяньцзинь был переименован в округ Тяньцзинь (天津地区). В 1973 году округ Тяньцзинь был переименован в округ Ланфан (廊坊地区). В сентябре 1988 года решением Госсовета КНР округ Ланфан был преобразован в городской округ Ланфан.

## Административное деление
Дачан-Хуэйский автономный уезд делится на 5 посёлков.